# George Grieve
 (mars 2020).
Si vous disposez d'ouvrages ou d'articles de référence ou si vous connaissez des sites web de qualité traitant du thème abordé ici, merci de compléter l'article en donnant les références utiles à sa vérifiabilité et en les liant à la section « Notes et références ».
 (mars 2020).
Pour les articles homonymes, voir Grieve.
George Grieve (1748-1809), ou Greive (comme il l'a écrit plus tard), est le persécuteur de Madame du Barry.

## Biographie
Grieve était le fils de Richard Grieve, un avocat, d'Alnwick, par Elizabeth Davidson. Richard et le grand-père, Ralph, un commerçant, avaient tous deux joué un rôle important à Alnwick dans des concours politiques, et le frère aîné de George, Davidson Richard, était shérif en chef de Northumberland en 1788. Le frère aîné de George, Davidson Richard, était shérif en chef de Northumberland en 1788. À l'âge adulte, Grieve dut faire appel à la justice pour prendre sa liberté, leur argument étant que son père, qui était mort en 1765 à l'âge de 84 ans, avait été temporairement privé de ses droits au moment de la naissance de George.
En 1774, il prit une part active à la défaite de la tentative du duc de Northumberland de nommer les deux membres du comté, et en 1778, il dirigea une foule pour niveler les clôtures d'une partie de la lande que la corporation avait présentée à l'agent du duc. Vers 1780, ayant gaspillé son patrimoine, il émigra en Amérique, où il fit connaissance avec Washington et d'autres fondateurs de la république. Il aurait été envoyé en mission en Hollande, et vers 1783, il s'installa à Paris. Il a probablement représenté l'Amérique dans les manifestations révolutionnaires et, à l'hiver 1792, lors de la visite de Madame du Barry à Londres à la recherche de ses diamants volés, il a pris un logement dans une auberge de Louveciennes, a rallié deux de ses serviteurs à la révolution, a tenu un club chez elle et a obtenu une commande pour que des sceaux soient apposés sur ses papiers et ses objets de valeur.
À son retour, en mars 1793, il dresse une liste de « suspects » à arrêter, son nom étant le premier, et le 1er juillet, il escorte la municipalité jusqu'au bar de la convention, où il obtient l'autorisation de l'appréhender. Une pétition des villageois ayant permis sa libération, il publie le 31 juillet un pamphlet virulent intitulé L'égalité controuvée ou petite histoire… de la Du Barry. Il se signait « Greive, défendeur officieux des braves sans-culottes de Louveciennes, ami de Franklin et de Marat, factieux et anarchiste de premier ordre, et désorganisateur du despotisme dans les deux hémisphères depuis vingt ans ».
Le 22 septembre, il obtient un nouvel ordre d'arrestation et l'escorte jusqu'à Paris dans le wagon, mais une pétition garantit à nouveau sa libération. Le 19 novembre, elle est de nouveau appréhendée. Grieve, qui avait dissimulé ses secrets à ses deux serviteurs infidèles, dirigea la recherche de ses bijoux, dissimulés dans des tas de fumier ; il se leva contre elle, et fut lui-même l'un des témoins. Il est peut-être poussé par Marat, qui l'avait invité à dîner le jour même de son assassinat, mais il est apparemment atteint de délire, car il dénonce l'ex prêtre jacobin Roux comme complice de Charlotte Corday, au motif qu'il l'a vu « avoir l'air furieux » en faisant appel à Marat. Cette dénonciation n'a cependant eu aucun effet.
À la chute de Robespierre, Grieve est arrêté à Amiens et conduit à Versailles, où vingt-deux dépositions sont faites contre lui, mais l'accusation est abandonnée. De retour en Amérique, il réside à Alexandria, en Virginie, et publie en 1796 une traduction des Voyages de Chastellux. Il s'installe finalement à Bruxelles, où il meurt le 22 février 1809, le registre le décrivant comme un natif de « Newcastel, Amérique ». Il semble avoir été célibataire et avoir rompu tout rapport avec sa parenté. Vatel, qui avait examiné certains de ses manuscrits aux Archives nationales à Paris, témoigne de sa maîtrise approfondie du français, et son pamphlet, dont la copie à la Bibliothèque nationale de France contient des corrections d'autographes, témoigne d'une familiarité avec les classiques.